# Episodi di New Amsterdam (serie televisiva 2018) (quarta stagione)
La quarta stagione della serie televisiva statunitense New Amsterdam, composta da 22 episodi, è andata in onda in prima visione negli Stati Uniti sulla rete NBC dal 21 settembre 2021 al 24 maggio 2022: la prima parte della stagione (episodi 1-10) è stata trasmessa dal 21 settembre al 23 novembre 2021; la seconda parte della stagione (episodi 11-15) è stata trasmessa dal 4 gennaio al 22 febbraio 2022; la terza e ultima parte della stagione (episodi 16-22) è stata trasmessa dal 19 aprile al 24 maggio 2022.
In Italia la stagione è andata in onda ogni venerdì in prima serata su Canale 5 dal 3 giugno al 15 luglio 2022: dal 3 giugno all'8 luglio sono andati in onda tre episodi, mentre il 15 luglio sono andati in onda i rimanenti quattro episodi.
| n° | Titolo originale                         | Titolo italiano         | Prima TV USA      | Prima TV Italia |
| -- | ---------------------------------------- | ----------------------- | ----------------- | --------------- |
| 1  | More Joy                                 | Anima e corpo           | 21 settembre 2021 | 3 giugno 2022   |
| 2  | We're in This Together                   | Noi due insieme         | 28 settembre 2021 | 3 giugno 2022   |
| 3  | Same as It Ever Was                      | Come è sempre stato     | 5 ottobre 2021    | 3 giugno 2022   |
| 4  | Seed Money                               | Un segno duraturo       | 12 ottobre 2021   | 10 giugno 2022  |
| 5  | This Be the Verse                        | Falsi ricordi           | 19 ottobre 2021   | 10 giugno 2022  |
| 6  | Laughter and Hope and a Sock in the Eye  | Un intervento pazzesco  | 26 ottobre 2021   | 10 giugno 2022  |
| 7  | Harmony                                  | Armonia                 | 2 novembre 2021   | 17 giugno 2022  |
| 8  | Paid in Full                             | Attacco informatico     | 9 novembre 2021   | 17 giugno 2022  |
| 9  | In a Strange Land                        | In terra straniera      | 16 novembre 2021  | 17 giugno 2022  |
| 10 | Death is the Rule. Life is the Exception | Morire è la regola      | 23 novembre 2021  | 24 giugno 2022  |
| 11 | Talkin' Bout A Revolution                | Parlando di rivoluzione | 4 gennaio 2022    | 24 giugno 2022  |
| 12 | The Crossover                            | Storie parallele        | 11 gennaio 2022   | 24 giugno 2022  |
| 13 | Family                                   | La famiglia             | 18 gennaio 2022   | 1º luglio 2022  |
| 14 | ...Unto the Breach                       | Uniti nella resistenza  | 25 gennaio 2022   | 1º luglio 2022  |
| 15 | Two Doors                                | Ultimatum               | 22 febbraio 2022  | 1º luglio 2022  |
| 16 | All Night Long                           | Per tutta la notte      | 19 aprile 2022    | 8 luglio 2022   |
| 17 | Unfinished Business                      | Questioni irrisolte     | 26 aprile 2022    | 8 luglio 2022   |
| 18 | No Ifs, Ands or Buts                     | Senza dubbi             | 3 maggio 2022     | 8 luglio 2022   |
| 19 | Truth Be Told                            | Il momento della verità | 9 maggio 2022     | 15 luglio 2022  |
| 20 | Rise                                     | Rivoluzione             | 10 maggio 2022    | 15 luglio 2022  |
| 21 | Castles Made of Sand                     | Castelli di sabbia      | 17 maggio 2022    | 15 luglio 2022  |
| 22 | I'll Be Your Shelter                     | Io sarò il tuo rifugio  | 24 maggio 2022    | 15 luglio 2022  |

## Anima e corpo
- Titolo originale: More Joy
- Diretto da: Michael Slovis
- Scritto da: David Schulner

### Trama
Max è pronto a buttarsi anima e corpo nella relazione con Helen, ma lei frena il suo entusiasmo comunicandogli la decisione di tornare per sempre a Londra, dove ha accettato l'incarico di direttore sanitario nella clinica che ha in cura sua madre. Max non si arrende e la convince a tentare una relazione a distanza. Intanto una serie di incendi dolosi distrugge vari settori del New Amsterdam, tutti spazi fino a poco prima impiegati come reparti COVID. Nel tentativo di identificare il responsabile, Iggy interpella una sua ex paziente, piromane, attualmente ospite del reparto detenuti. Ma nel farlo sottovaluta le conseguenze tanto per la donna quanto per lui. Reynolds e Malvo fingono un rapporto professionale che nessuno dei due è in grado di gestire e Reynolds cerca di sbloccare la situazione. Anche Max capisce che un rapporto a distanza con Helen non può funzionare e prende una decisione drastica.
- Ascolti USA: telespettatori 3 722 000 – rating/share 18-49 anni 0,5 – DVR 3 500 000 – DVR 18-49 anni 0,4 – totale 7 222 000 – 0,9[8].
- Ascolti Italia: telespettatori 1 790 000 – share 10,20%[9].

## Noi due insieme
- Titolo originale: We're in This Together
- Diretto da: Darnell Martin
- Scritto da: David Foster

### Trama
Helen vuole che Max dica alla Brantley della sua intenzione di lasciare il New Amsterdam, ma lui preferirebbe farlo proponendole già un'alternativa per la Direzione Sanitaria. A causa della carenza di personale che affligge l'ospedale, il reparto di Terapia Intensiva è completamente sguarnito e Max si fa in quattro per evitare di chiuderlo. Iggy inizia la supervisione dei tirocinanti, ma la sua ansia di evitare che commettano il minimo errore con i pazienti rende il clima molto teso, tanto che se ne vanno tutti a metà esercitazione.
- Ascolti USA: telespettatori 3 545 000 – rating/share 18-49 anni 0,4 – DVR 3 165 000 – DVR 18-49 anni 0,4 – totale 6 710 000 – 0,8[10].
- Ascolti Italia: telespettatori 1 370 000 – share 8,60%[9].

## Come è sempre stato
- Titolo originale: Same as It Ever Was
- Diretto da: Nick Gomez
- Scritto da: Aaron Ginsburg

### Trama
La notizia della partenza di Max e Sharpe sconcerta e addolora i suoi amici e colleghi. La Bloom, Iggy e Reynolds si sentono un po' traditi, sebbene siano anche felici per la storia d'amore dei loro amici. Nel frattempo Max partecipa come giudice a un concorso scientifico sponsorizzato dalla NovaCo, una potente casa farmaceutica, e ha occasione di conoscere Imani, una giovane immigrata che ha concepito un'idea molto innovativa per migliorare la sanità nei paesi poveri del Terzo Mondo. Max le conferisce il primo premio e imprudentemente le promette che la NovaCo finanzierà il suo progetto. La NovaCo si tira indietro e minaccia di adire le vie legali se la ragazza cercherà di farselo produrre da altri visto che il progetto ormai è loro. La Brantley è costretta ad assumere un nuovo Direttore Sanitario, una donna che, con disappunto di Max, si rivela essere una sua vecchia conoscenza.
- Ascolti USA: telespettatori 2 859 000 – rating/share 18-49 anni 0,3 – DVR 2 783 000 – DVR 18-49 anni 0,4 – totale 5 642 000 – 0,7[11].
- Ascolti Italia: telespettatori 1 156 000 – share 10,00%[9].

## Un segno duraturo
- Titolo originale: Seed Money
- Diretto da: Nestor Carbonell
- Scritto da: Erika Green Swafford

### Trama
Max e Helen intendono impiegare le ultime cinque settimane prima della partenza per lasciare un segno duraturo del loro operato al New Amsterdam. Helen si scontra con la pessima gestione degli screening mammografici; Max deve lavorare al fianco di Veronica Fuentes e usare il tempo che rimane per passarle il testimone. L'occasione per collaborare si presenta quando l'ospedale riceve in dono un terreno abbandonato in un quartiere degradato, di cui bisogna decidere l'utilizzo. Max vuole affrontare la questione in stile New Amsterdam. Veronica sembra appoggiarlo, ma la pugnalata alle spalle non si fa attendere.
- Ascolti USA: telespettatori 3 297 000 – rating/share 18-49 anni 0,4 – DVR 2 622 000 – DVR 18-49 anni 0,3 – totale 5 919 000 – 0,7[12].
- Ascolti Italia: telespettatori 1 417 000 – share 10,20%[13].

## Falsi ricordi
- Titolo originale: This Be the Verse
- Diretto da: Lisa Robinson
- Scritto da: Graham Norris

### Trama
Veronica Fuentes prosegue nel riassetto del New Amsterdam e per strizzare l'occhio ai conservatori procede a un restyling dell'atrio, sostituendo la targa Lenape con una mostra di arte birmana sponsorizzata dal Manhattan Museum. Una paziente birmana asserisce che l'arpa in mostra sia di sua proprietà, e l'ospedale rischia uno scandalo. Helen e Iggy si trovano a testimoniare su fronti opposti in un processo per stupro nel quale lui, in veste di esperto, nega l'attendibilità dei ricordi recuperati. In Pronto Soccorso Lauren trova sua madre in preda ai dolori ed è convinta che sia alla ricerca degli antidolorifici da cui è dipendente.
- Ascolti USA: telespettatori 3 418 000 – rating/share 18-49 anni 0,3 – DVR 2 577 000 – DVR 18-49 anni 0,4 – totale 5 995 000 – 0,7[14].
- Ascolti Italia: telespettatori 1 417 000 – share 10,20%[13].

## Un intervento pazzesco
- Titolo originale: Laughter and Hope and a Sock in the Eye
- Diretto da: Darnell Martin
- Scritto da: Laura Valdivia

### Trama
Helen riceve un messaggio da un suo ex e poco dopo scopre che è gravemente malato e dovrà essere sottoposto a un rischioso intervento per il quale Max contatta una giovane, competentissima oncologa, la Dottoressa Wilder che riconsidera l'offerta di Max di unirsi allo staff del New Amsterdam. Nel frattempo, Bloom è alle prese con due anziani comici malandati e brontoloni. Il Dottor Reynolds e la Dottoressa Malvo rivelano la loro relazione al Dottor Baptiste. Il Dottor Frome risolve il conflitto fra due giovani pazienti innamorati e le loro famiglie.
- Ascolti USA: telespettatori 3 527 000 – rating/share 18-49 anni 0,4 – DVR 2 788 000 – DVR 18-49 anni 0,3 – totale 6 315 000 – 0,7[15].
- Ascolti Italia: telespettatori 1 417 000 – share 10,20%[13].

## Armonia
- Titolo originale: Harmony
- Diretto da: Dinh Thai
- Scritto da: Shaun Cassidy

### Trama
L'autoambulanza di Moreland va a schiantarsi a velocità folle in un parcheggio. Il paziente trasportato perde la vita e Whitaker è gravemente ferita, inoltre dai documenti dell'ambulanza è sparito il foglio di viaggio. Non passa molto prima che Moreland confessi di averlo strappato per coprire il fatto che trasportava un paziente non grave che non richiedeva il trasporto in ospedale. L'ordine era partito da Fuentes, che, oltre a girare per i corridoi a ricattare i medici, costringe i paramedici a condizioni di lavoro insostenibili per competere con le compagnie di ambulanze private. La Dottoressa Fuentes fa pressioni sul Dottor Frome affinché si occupi dei pazienti. Helen si rende conto che la riduzione dei costi applicata durante il periodo della pandemia ha influito negativamente sul suo dipartimento chiudendo alcuni reparti importanti. Reynolds, Baptiste e la Dottoressa Malvo si sforzano di raggiungere un accordo sulla loro situazione.
- Ascolti USA: telespettatori 2 812 000 – rating/share 18-49 anni 0,3 – DVR 2 880 000 – DVR 18-49 anni 0,3 – totale 5 692 000 – 0,6[16].
- Ascolti Italia: telespettatori 1 209 000 – share 8,60%[17].

## Attacco informatico
- Titolo originale: Paid in Full
- Diretto da: Shiri Appleby
- Scritto da: Aaron Ginsburg

### Trama
Il sistema informatico dell'ospedale subisce un cyber attacco da parte di una banda di hacker russi che chiede un riscatto di dieci milioni di dollari, minacciando di mettere fuori uso per sempre la rete locale, il che vorrebbe dire la fine dell'ospedale. All'inizio Max cerca di resistere ma poi si rende conto che è impossibile e cede all'offerta di Veronica che grazie alle sue aderenze politiche riesce a ottenere la cifra per pagare il riscatto. In cambio però Veronica gli chiede di approvare un bilancio preventivo da lei stilato che prevede il licenziamento di larga parte dei dipendenti, inclusi i suoi amici. Max è molto combattuto ma non ha alternative se non firmare il bilancio, riuscendo tuttavia a salvare il posto di lavoro a Bloom, Frome e Reynolds.
- Ascolti USA: telespettatori 3 066 000 – rating/share 18-49 anni 0,4 – DVR 2 889 000 – DVR 18-49 anni 0,3 – totale 5 955 000 – 0,7[18].
- Ascolti Italia: telespettatori 1 209 000 – share 8,60%[17].

## In terra straniera
- Titolo originale: In a Strange Land
- Diretto da: Michael Slovis
- Scritto da: Shanthi Sekaran

### Trama
A seguito di un incendio nella chiesa dove si erano rifugiati, un nutrito gruppo di immigrati irregolari finisce al pronto soccorso del New Amsterdam con ustioni di varia gravità. Tra loro c'è una ragazza che afferma di parlare con Dio, e che dopo gli accertamenti del caso risulta essere affetta da una forma di epilessia. Gli agenti dell'ICE si appostano fuori dall'ospedale in attesa di effettuare qualche arresto, ma Max fa di tutto per non dimettere gli irregolari, arrivando a trasformare la caffetteria in una chiesa. Un'ennesima volta Veronica si dimostra totalmente sprovvista di empatia, tanto che persino Karen Brantley critica la sua condotta e propone al Consiglio di Amministrazione dell'Ospedale la rescissione del suo contratto. Tuttavia le cose non vanno come previsto e la Brantley perde il suo posto come presidente del consiglio d'amministrazione. Nel frattempo le dottoresse Helen e Malvo assistono un paziente transgender con una condizione pericolosa per la vita.
- Ascolti USA: telespettatori 3 225 000 – rating/share 18-49 anni 0,4 – DVR 2 938 000 – DVR 18-49 anni 0,3 – totale 6 163 000 – 0,7[19].
- Ascolti Italia: telespettatori 1 209 000 – share 8,60%[17].

## Morire è la regola
- Titolo originale: Death is the Rule. Life is the Exception
- Diretto da: Allison Liddi-Brown
- Storia di: Marc Gaffen (soggetto); sceneggiatura di Marc Gaffen e David Schulner

### Trama
Max e Helen stanno per andare in aeroporto quando al New Amsterdam muoiono diversi pazienti. Max non se la sente di lasciare l'ospedale proprio in quel momento e rientra per aiutare i colleghi a combattere un super batterio resistente a qualunque antibiotico. Nel frattempo, un potenziale collaboratore ci prova con Iggy durante il colloquio di lavoro, Iggy racconta l'episodio al marito che gli consiglia di non assumerlo, tuttavia Frome finisce con assumere l'uomo. Leyla affronta Lauren in merito alla modalità dell'assunzione come tirocinante, facendo confessare a Bloom di aver donato 90 000 dollari al rettore per comprare quel posto in più, ne scaturisce un duro litigio e Leyla decide di lasciare il tirocinio presso il New Amsterdam. Il Dottor Frome aiuta due genitori in lutto ad affrontare la morte del loro figlio a causa del batterio che si è diffuso nell'ospedale. La Dottoressa Malvo confessa a Reynolds di essere incinta. Dopo aver risolto la crisi ospedaliera Max e Helen partono per Londra.
- Ascolti USA: telespettatori 3 334 000 – rating/share 18-49 anni 0,4 – DVR 2 734 000 – DVR 18-49 anni 0,3 – totale 6 068 000 – 0,7[20].
- Ascolti Italia: telespettatori 1 238 000 – share 9,60%[21].

## Parlando di rivoluzione
- Titolo originale: Talkin' Bout A Revolution
- Diretto da: Nick Gomez
- Scritto da: Graham Norris

### Trama
Sono passate sei settimane dalla partenza di Max e Helen, dopo aver subito l'ennesimo taglio al budget, la Dottoressa Wilder propone ad alcuni colleghi di unire le forze per combattere Veronica Fuentes. L'occasione si presenta quando alla Bloom viene rifiutato un intervento per l'asportazione di un tumore; l'operazione viene così effettuata di nascosto nell'obitorio. Nel frattempo, a Londra Helen e Max si insediano nella loro nuova casa, lei è la nuova direttrice sanitaria del Centro Medico NHS Hampstead e lui, in attesa di ricevere l'abilitazione per esercitare in Inghilterra, si dà da fare al centralino con scarsi risultati. Il Dottor Frome sviluppa un piano per ottenere un'occupazione remunerativa dei suoi pazienti psichiatrici. Grazie ai tagli al budget Veronica ottiene i fondi necessari ad assumere una nuova dottoressa, Mia Castries, specializzata in medicina olistica e, per questo motivo, mal vista dal resto dell'équipe medica. La Dottoressa Malvo ha alcune complicanze durante la gravidanza.
- Ascolti USA: telespettatori 3 274 000 – rating/share 18-49 anni 0,4 – DVR 3 089 000 – DVR 18-49 anni 0,4 – totale 6 363 000 – 0,8[22].
- Ascolti Italia: telespettatori 1 238 000 – share 9,60%[21].

## Storie parallele
- Titolo originale: The Crossover
- Diretto da: Rachel Leiterman
- Scritto da: Mona Mansour

### Trama
Max cerca lavoro ma incontra molte difficoltà, perché in Inghilterra è uno sconosciuto e vuole evitare che i possibili datori di lavoro chiedano le sue referenze a Veronica Fuentes. Sharpe a sua volta è dilaniata dall'incertezza, deve assumere un vice direttore sanitario e non sa quale candidato scegliere. Reynolds accetta la richiesta di Baptiste di dargli il cambio per fornire assistenza a Malvo, ma si sente a disagio e decisamente in imbarazzo. Bloom invece è alle prese con un paziente cardiaco, fan sfegatato dei Knicks, che non si rende conto di essere in gravi condizioni. Iggy, nel suo ruolo di psicologo, segue sul campo la poliziotta Aya e le fornisce la chiave per abbandonare il suo atteggiamento difensivo. Max diventa creativo per aiutare un paziente bisognoso, che dovrebbe attendere più di un mese per essere visitato nell'ospedale di Helen. Il Dottor Reynolds decide di farsi da parte nella sua relazione con la Dottoressa Malvo in modo da non rovinare il suo matrimonio. La Dottoressa Wilder decide di portare una sua paziente dalla Dottoressa Mia Castries superando la sua iniziale diffidenza verso la dottoressa e le sue tecniche di cura. Mia viene introdotta dalla Dottoressa Widmer nella resistenza. Bloom riesce a ottenere da una delle sue tirocinanti il nuovo indirizzo di Leyla.
- Ascolti USA: telespettatori 3 128 000 – rating/share 18-49 anni 0,4 – DVR 3 085 000 – DVR 18-49 anni 0,4 – totale 6 213 000 – 0,8[23].
- Ascolti Italia: telespettatori 1 238 000 – share 9,60%[21].

## La famiglia
- Titolo originale: Family
- Diretto da: Olenka Denysenko
- Scritto da: David Foster

### Trama
Max e Helen sono alle prese con la madre di lei, che non perde occasione per criticare ogni sua scelta e denigrare il padre. Ma questa volta Helen non ci sta: forte dei suoi ricordi, le rinfaccia trent'anni di bugie. Al Pronto Soccorso del New Amsterdam arriva una famiglia reduce da un brutto incidente stradale. Il padre è in condizioni disperate, la madre è illesa e la bambina di quattro mesi continua a piangere e secondo i genitori ha la stessa malattia che dieci anni prima si portò via il fratellino. Dopo averla cercata invano, Lauren si trova davanti Leyla e, pentita per il proprio comportamento, le annuncia di essere disposta a dimettersi così che lei possa tornare a lavorare al New Amsterdam. Iggy si occupa del fratello autistico della Dottoressa Wilder. Max e Helen litigano perché secondo la Sharpe Max non deve intromettersi negli affari della sua famiglia, quest'ultimo però sostiene che credeva di essere parte della sua famiglia. Ella si reca da Iggy per annunciare allo psicoterapeuta e al resto dei suoi amici la morte di Vijay, Max e Helen decidono dunque di tornare a New York per l'ultimo saluto al Dottor Kapoor.
- Ascolti USA: telespettatori 3 453 000 – rating/share 18-49 anni 0,4 – DVR 2 240 000 – DVR 18-49 anni 0,3 – totale 5 693 000 – 0,7[24].
- Ascolti Italia: telespettatori 1 278 000 – share 10,10%[25].

## Uniti nella resistenza
- Titolo originale: ...Unto the Breach
- Diretto da: Stephen Kay
- Scritto da: Allen L. Sowelle

### Trama
Vijay è morto e tutti i suoi amici si riuniscono mestamente in occasione della cerimonia funebre. Dopo poco, il Cappellano Alpert, dipendente del New Amsterdam da svariati anni durante i quali si è prodigato per tutti, ha un attacco di cuore. Max cerca tempestivamente di farlo operare al New Amsterdam ma si scontra con le nuove direttive emanate da Veronica Fuentes che ha sfoltito i ranghi in nome di una maggiore efficienza e redditività. Gli ex colleghi di Max sono scontentissimi della nuova amministrazione e decidono di coalizzarsi e fare resistenza. Ma purtroppo Veronica riesce a scoprirlo e li coglie sul fatto. Per punire la resistenza la Fuentes decide di accettare le dimissioni della Dottoressa Bloom e di sollevare il Dottor Frome dal suo ruolo di caporeparto. Si viene a scoprire che la Fuentes è venuta a conoscenza della resistenza grazie al Dottor Reynolds che decide di tradire i suoi amici per ritornare a eseguire gli interventi chirurgici che la Fuentes aveva abolito. Max e Helen dovrebbero fare ritorno a Londra, ma Helen consiglia all'ex direttore sanitario di rimanere a lottare per i suoi amici e per salvare l'ospedale dalla guida di Veronica.
- Ascolti USA: telespettatori 3 306 000 – rating/share 18-49 anni 0,4 – DVR 3 116 000 – DVR 18-49 anni 0,3 – totale 6 422 000 – 0,7[26].
- Ascolti Italia: telespettatori 1 278 000 – share 10,10%[25].

## Ultimatum
- Titolo originale: Two Doors
- Diretto da: Ryan Eggold
- Scritto da: Aaron Ginsburg

### Trama
Max cerca, attraverso un escamotage, di entrare nel Consiglio di Amministrazione del New Amsterdam per poter contrastare l'operato di Veronica e farla, auspicabilmente, rimuovere dalla sua carica. Per far ciò ha bisogno dell'aiuto dei suoi ex colleghi precedentemente licenziati, i quali, però, si rifiutano. Con sua sorpresa verranno convinti da Reynolds, esasperato dall'ennesima dimostrazione di arroganza della Fuentes. Nel frattempo le sue comunicazioni con Sharpe, che si trova a Londra, sono molto difficoltose a causa del fuso orario e dei diversi impegni dei due. La Dottoressa Wilder chiede aiuto alla Dottoressa Mia Castries per alleviare il dolore a un paziente con un cancro terminale. Il Dottor Frome aiuta un padre e un figlio a riallacciare il rapporto dopo che i due litigano a causa di punti di vista molto diversi su una sparatoria di cui è stato vittima il ragazzo, il padre infatti ha idee cospirazioniste e pensa che sia stata tutta una messinscena da parte del governo. 
- Ascolti USA: telespettatori 2 828 000 – rating/share 18-49 anni 0,3 – DVR 3 073 000 – DVR 18-49 anni 0,4 – totale 5 902 000 – 0,7[27].
- Ascolti Italia: telespettatori 1 278 000 – share 10,10%[25].

## Per tutta la notte
- Titolo originale: All Night Long
- Diretto da: Nestor Carbonell
- Scritto da: Laura Valdivia

### Trama
Max vuole fare la proposta di matrimonio a Helen in un locale di karaoke dove Iggy, Bloom, Reynolds, Casey, Wilder e gli altri hanno deciso di fare una festa. Il giorno successivo alcuni medici non si presentano al lavoro, destando preoccupazioni all'interno dell'ospedale. Nel frattempo il Dottor Frome aiuta un misterioso paziente ad affrontare un trauma passato, l'uomo ha paura di tornare in prigione e quando sente la pressione della sua fobia trova conforto solo nell'arrampicarsi sugli edifici. Il Dottor Reynolds e la Dottoressa Malvo discutono del loro futuro e la donna comunica a Reynolds che il figlio che stanno aspettando è il suo, la situazione risulta ancora più complessa poiché la donna si sta per trasferire con il marito in Colorado. Leyla dà alla Dottoressa Bloom una brutta notizia, infatti il suo visto è scaduto e rischia di essere espulsa dal paese.
- Ascolti USA: telespettatori 3037000 – rating/share 18-49 anni 0,4[28].
- Ascolti Italia: telespettatori 1 371 000 – share 10,80%[29].

## Questioni irrisolte
- Titolo originale: Unfinished Business
- Diretto da: Andrew Voegeli
- Scritto da: David Foster

### Trama
Il team del New Amsterdam continua ad affrontare le conseguenze della loro serata fuori, si scopre che i medici che non si sono presentati al lavoro sono stati drogati nel locale karaoke. I medici mancanti vengono ritrovati, ma tutti versano in condizioni critiche e le loro vite sono in pericolo. Max e Helen discutono delle opzioni per il loro futuro, decidendo di volere un bambino, inoltre Max decide di fare la proposta di matrimonio a Helen. Martin scopre che il Dottor Frome ha assunto l'uomo che lo ha corteggiato e i due hanno un'accesa discussione, Martin si rende conto che la persona che rendeva felice suo marito non era lui. La Dottoressa Bloom decide di prestare dei soldi a Leyla per potersi permettere un avvocato in grado di aiutarla col suo visto, anche se Laurel è consapevole che così facendo rischia di perdere l'amore di Leyla in futuro. Il Dottor Reynolds e la Dottoressa Malvo discutono delle possibilità future per il bambino e Reynolds decide che la donna può crescere suo figlio con il marito in Colorado, ma ottiene la promessa che in futuro, quando sarà il momento giusto, il bambino verrà a conoscenza del suo vero padre e Reynolds farà parte della sua vita.
- Ascolti USA: telespettatori 3 287 000 – rating/share 18-49 anni 0,4[30].
- Ascolti Italia: telespettatori 1 371 000 – share 10,80%.[29]

## Senza dubbi
- Titolo originale: No Ifs, Ands or Buts
- Diretto da: Rachel Leiterman
- Scritto da: Graham Norris

### Trama
Max orchestra un piano per far licenziare la Dottoressa Fuentes dal New Amsterdam una volta per tutte. Helen affronta delle sedute per risolvere la sua complicazione medica dovuta a un ictus che le impedisce di parlare correttamente. Il Dottor Frome aiuta due giovanissimi pazienti ad affrontare una rottura, durante la terapia Iggy capisce i suoi sbagli riguardo al proprio matrimonio e decide di andare da uno specialista per risolvere i suoi problemi. La Dottoressa Bloom e la Dottoressa Castries si trovano in disaccordo sulle cure mediche da somministrare a un paziente, ma riescono a risolvere i loro conflitti e a riconsiderare il loro rapporto. Reynolds cerca un chirurgo vascolare pro bono per salvare la vita a un paziente che non può permettersi le cure.
- Ascolti USA: telespettatori 3 405 000 – rating/share 18-49 anni 0,4[31].
- Ascolti Italia: telespettatori 1 371 000 – share 10,80%[29].

## Il momento della verità
- Titolo originale: Truth Be Told
- Diretto da: Jean E. Lee
- Scritto da: Shaun Cassidy e Brandy E. Palmer

### Trama
Max scopre un difetto fatale nel piano della Dottoressa Fuentes di acquistare la clinica medica UMI, che potrebbe essere la sua ultima rovina. La Dottoressa Bloom cura due studenti delle superiori per ferite mortali e scopre una situazione pericolosa. Il Dottor Reynolds aiuta un fratello e una sorella ad affrontare una crisi familiare.
- Ascolti USA: telespettatori 2 430 000 – rating/share 18-49 anni 0,3[32].
- Ascolti Italia: telespettatori 1 128 000 – share 10,70%[33].

## Rivoluzione
- Titolo originale: Rise
- Diretto da: Don Scardino
- Scritto da: Laura Valdivia

### Trama
Max scopre fino a che punto i tagli della Dottoressa Fuentes stanno danneggiando gravemente il New Amsterdam e decide che è ora o mai più. Il Dottor Frome adotta un approccio non convenzionale per raggiungere un giovane paziente bisognoso. I dottori Reynolds e Wilder eseguono un rischioso intervento chirurgico salvavita su gemelli non ancora nati.
- Ascolti USA: telespettatori 2 977 000 – rating/share 18-49 anni 0,4[34].
- Ascolti Italia: telespettatori 1 128 000 – share 10,70%[33].

## Castelli di sabbia
- Titolo originale: Castles Made of Sand
- Diretto da: Darnell Martin
- Scritto da: Josh Carlebach

### Trama
Quando un centro di assistenza agli anziani viene chiuso, il New Amsterdam è costretto ad accogliere molti nuovi pazienti. Max lotta con la sua decisione di tornare a Londra. Il Dottor Reynolds sfoga le sue frustrazioni personali nel suo dipartimento con risultati quasi disastrosi. Il lavoro del Dottor Frome lo porta a riflettere sul suo matrimonio e sulla sua vita personale.
- Ascolti USA: telespettatori 2 917 000 – rating/share 18-49 anni 0,4[35].
- Ascolti Italia: telespettatori 1 128 000 – share 10,70%[33].

## Io sarò il tuo rifugio
- Titolo originale: I'll Be Your Shelter
- Diretto da: Michael Slovis
- Scritto da: David Schulner e Erika Green Swafford

### Trama
Mentre un uragano mostruoso si avvicina a New York, la Dottoressa Bloom e la squadra si affrettano a mettere in atto i preparativi. Max e Helen pianificano un intimo matrimonio a New York mentre lei torna da Londra. Il Dottor Frome e Martin raggiungono un bivio. Il Dottor Reynolds finalmente entra in contatto con suo padre.
- Ascolti USA: telespettatori 3 453 000 – rating/share 18-49 anni 0,5[36].
- Ascolti Italia: telespettatori 1 128 000 – share 10,70%[33].